# Front (Italie)
Pour les articles homonymes, voir front.
Front (en français Front) est une commune de la ville métropolitaine de Turin, dans le Piémont, en Italie.

## Administration
| Période                                  | Période | Identité      | Étiquette    | Qualité |
| ---------------------------------------- | ------- | ------------- | ------------ | ------- |
| 2014                                     |         | Andrea Perino | Lista Civica | Maire   |
| Les données manquantes sont à compléter. |         |               |              |         |

## Géographie

### Hameaux
- Grange di Front.

### Communes limitrophes
Busano, Favria, Vauda Canavese, Oglianico, San Carlo Canavese, Rivarossa, San Francesco al Campo.